# Laurent Aïello
Laurent Aïello (Fontenay-aux-Roses, 1969. május 23. –) francia autóversenyző, az 1998-as Le Mans-i 24 órás autóverseny győztese.

## Pályafutása
1999-ben, debütáló évében megnyerte a brit túraautó-bajnokságot.
1998 és 2001 között minden évben részt vett a Le Mans-i 24 órás autóversenyen. Első futamán, 1998-ban a Porsche AG csapatában Allan McNish és Stéphane Ortelli társaként megnyerte a viadalt. Az Audi Sport North America alakulatával győzött továbbá a 2001-es Sebringi 12 órás versenyen.
2000 és 2005 között a német túraautó-bajnokságban versenyzett. Ez időszak alatt hét győzelmet szerzett, és 2002-ben a sorozat bajnoka lett.

## Eredményei

### Le Mans-i 24 órás autóverseny
| Év   | Csapat                   | Autó            | Csapattárs      | Csapattárs          | Helyezés |
| ---- | ------------------------ | --------------- | --------------- | ------------------- | -------- |
| 1998 | Porsche AG               | Porsche 911 GT1 | Allan McNish    | Stéphane Ortelli    | Győzelem |
| 1999 | Audi Sport Team Jöst     | Audi R8R        | Rinaldo Capello | Michele Alboreto    | 4.       |
| 2000 | Audi Sport Team Jöst     | Audi R8         | Allan McNish    | Stéphane Ortelli    | 2.       |
| 2001 | Audi Sport North America | Audi R8         | Rinaldo Capello | Christian Pescatori | 2.       |